# Rio de Onor
Rio de Onor ist ein Bergort und eine ehemalige Gemeinde (Freguesia) im portugiesischen Kreis Bragança. Der an der Grenze zu Spanien (Kastilien und León) in einer Höhe von ca. 920 m gelegene Ort hat nur noch etwa 70 Einwohner.

## Geschichte
Bis zum Jahr 1850 gehörte der früher Rihonor de Castilla oder nur Rionor genannte Ort zur Gemeinde Pedralba de la Pradería zu Spanien; danach wurde er verwaltungstechnisch in einen spanischen und portugiesischen Teil aufgeteilt.
Am 29. September 2013 wurden die Gemeinden Rio de Onor und Aveleda zur neuen Gemeinde União das Freguesias de Aveleda e Rio de Onor zusammengeschlossen.

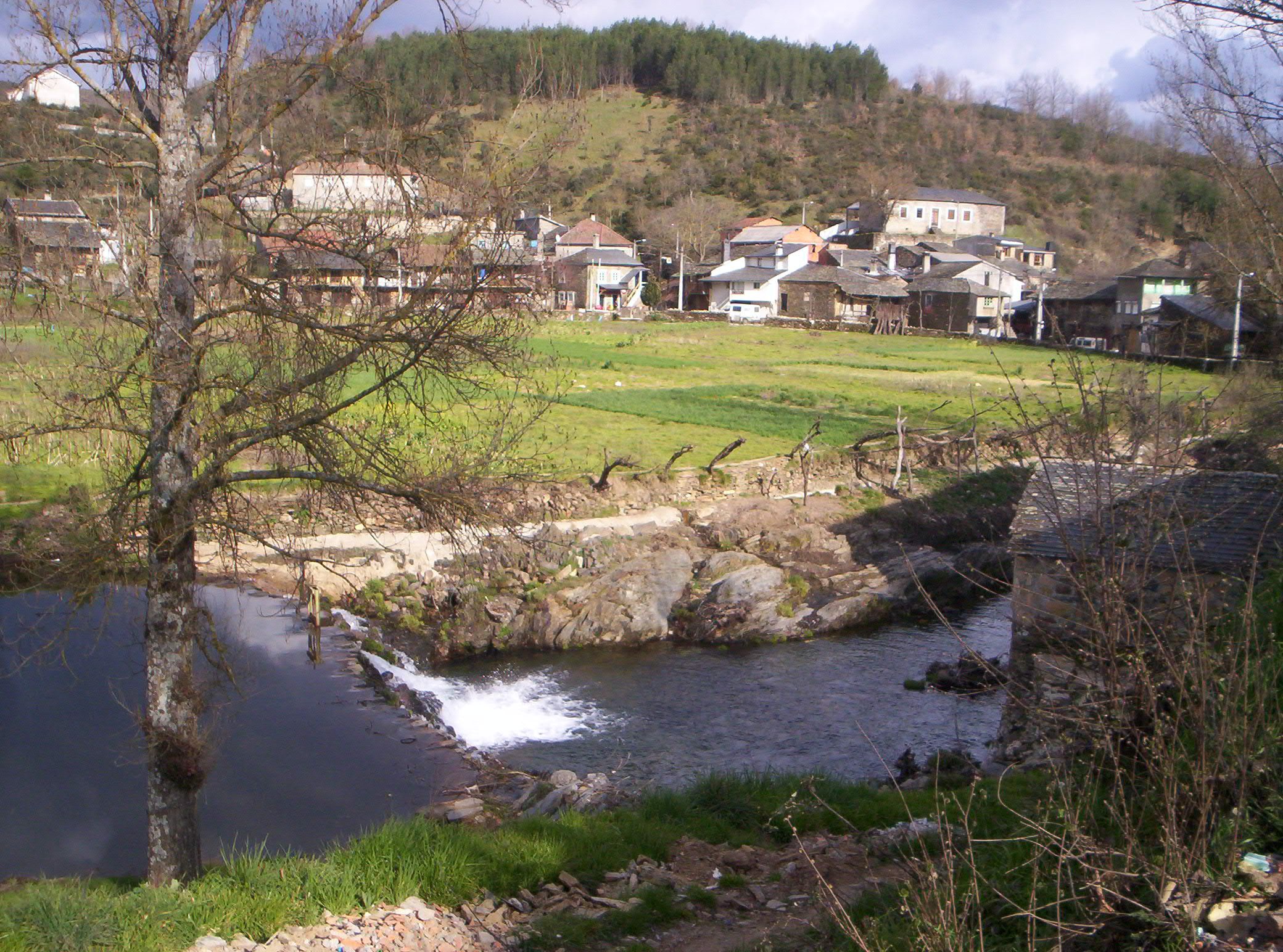
Rio de Onor – Ortsbild